# خولیو سزار گائونا
خولیو سزار گائونا (اسپانیایی: Julio César Gaona‎؛ زادهٔ ۱۰ ژوئیهٔ ۱۹۷۳) بازیکن فوتبال اهل آرژانتین است.

## باشگاهی
از باشگاه‌هایی که در آن بازی کرده‌است می‌توان به باشگاه فوتبال آرسنال ساراندی، باشگاه فوتبال روساریو سنترال و باشگاه ورزشی اتلتیکو جونیور اشاره کرد.